# Mitre Gastinel
Pour les articles homonymes, voir Gastinel.
Mitre Gastinel(li) ,  né en Provence et mort vers novembre 1440, est un prélat français du XVe siècle.  On ne sait pas beaucoup de son épiscopat.
Mitre est abbé de Fosseneuve, quand il est nommé évêque de Sisteron en 1437.